# Подленче (Мазовецьке воєводство)
Подленче (пол. Podłęcze) — село в Польщі, у гміні Ґура-Кальварія Пясечинського повіту Мазовецького воєводства.
Населення — 294 особи (2011).
У 1975-1998 роках село належало до Варшавського воєводства.

## Демографія
Демографічна структура станом на 31 березня 2011 року:
|          | Загалом | Допрацездатний вік | Працездатний вік | Постпрацездатний вік |
| -------- | ------- | ------------------ | ---------------- | -------------------- |
| Чоловіки | 149     | 26                 | 98               | 25                   |
| Жінки    | 145     | 24                 | 90               | 31                   |
| Разом    | 294     | 50                 | 188              | 56                   |